# Мурзинка (муниципальный округ Среднеуральск)
Мурзи́нка — деревня в муниципальном округе Среднеуральск Свердловской области России. Находится на берегу Исетского озера, возле города Среднеуральска. Деревня пользуется большой популярностью у местных рыбаков.

## Население
| 2002 | 2010 |
| ---- | ---- |
| 11   | ↗38  |

## География
Деревня Мурзинка расположена на восточных склонах Уральских гор, на северном берегу Исетского озера, рядом с устьем реки Шитовской Исток. К западу (возле устья реки) и востоку от деревни берега озера заболочены, к северу — леса и поля.
Деревня находится к северо-западу от Екатеринбурга, в 6 километрах по прямой и в 15 километрах по автодороге от окружного центра — города Среднеуральска, находясь к северо-западу в непосредственной близости от него.

## История
Сборник статистических сведений по Екатеринбургскому уезду Пермской губернии 1891 г. сообщает:
«Селение возникло на памяти стариков: в. т. 50 лет на месте теперешнего поселка были 2 рыбачьи хаты, навещаемые только во время рыболовного сезона жителями деревни Таватуя. Доставка пищи рыбакам из Таватуя, долгая разлука с семьями и др. хозяйственные соображения заставили рыбаков построить здесь избы с дворами. Основали поселок 4 семьи и к ним Верх-Исетское заводоуправление приселило 3 семьи непременных работников, взятых в таковые из Шадринского уезда по рекрутскому набору». На протяжении XIX и первой половины XX вв. Мурзинка была тесно связана с деревней Таватуй и входила в Таватуйскую волость Екатеринбургского уезда.
С 1990-х годов в деревне жителями Екатеринбурга было построено много дорогих домов, некоторые в оригинальном стиле.